# Разумная
Разумная — река в России, протекает в Белгородской области. Устье реки находится в 982 км по левому берегу реки Северский Донец. Длина реки составляет 40 км. 

## Данные водного реестра
По данным государственного водного реестра России относится к Донскому бассейновому округу, водохозяйственный участок реки — Северский Донец от истока до границы РФ с Украиной без бассейнов рек Оскол и Айдар, речной подбассейн реки — Северский Донец (российская часть бассейна). Речной бассейн реки — Дон (российская часть бассейна).
По данным геоинформационной системы водохозяйственного районирования территории РФ, подготовленной Федеральным агентством водных ресурсов:
- Код водного объекта в государственном водном реестре — 05010400112107000010771
- Код по гидрологической изученности (ГИ) — 107001077
- Код бассейна — 05.01.04.001
- Номер тома по ГИ — 07
- Выпуск по ГИ — 0